# تسكالا (ربع نتزومت)
تسكالا هو دُوَّار يقع بجماعة إفران أطلس الصغير، إقليم كلميم، جهة كلميم واد نون في المملكة المغربية. ينتمي الدوّار لمشيخة ربع نتزومت التي تضم 4 دواوير. يقدر عدد سكانه بـ 157 نسمة حسب الإحصاء الرسمي للسكان والسكنى لسنة 2004.

## روابط خارجية
- البوابة الوطنية للجماعات الترابية نسخة محفوظة 12 مارس 2018 على موقع واي باك مشين.
- المندوبية السامية للتخطيط